# Secret Admirer (bài hát)
"Secret Admirer" là một ca khúc của nam ca sĩ người Mỹ gốc Cuba Pitbull hợp tác với Lloyd. Ca khúc được phát hành vào ngày 27 tháng 11 năm 2007 và là đĩa đơn đầu tiên của The Boatlift, album phòng thu thứ ba của anh. Ca khúc được sáng tác bởi Armando C. Pérez, Carl Mahone, Juan Salinas, Oscar Salinas, David Terry và được sản xuất bởi Play-N-Skillz.

## Video âm nhạc
Video âm nhạc cho "Secret Admirer" được đạo diễn bởi David Rousseau. Trong video có sự xuất hiện của cả Pitbull và Lloyd.

## Danh sách ca khúc
- Tải kỹ thuật số[3]

1. "Secret Admirer" (Album Version) – 3:18
2. "Secret Admirer" (Radio Edit) – 3:17

## Xếp hạng
| Bảng xếp hạng (2010–11)         | Vị trí cao nhất |
| ------------------------------- | --------------- |
| New Zealand (Recorded Music NZ) | 30              |

## Lịch sử phát hành
| Quốc gia | Ngày                 | Định dạng       | Hãng đĩa            |
| -------- | -------------------- | --------------- | ------------------- |
| Mỹ       | 27 tháng 11 năm 2007 | Tải kỹ thuật số | TVT, Bad Boy Latino |